# Dypsis nossibensis
Dypsis nossibensis (Becc.) Beentje & J.Dransf. è una pianta della famiglia delle Arecacee, endemica del Madagascar.

## Distribuzione e habitat
L'areale di questa palma è ristretto alla foresta di Lokobe, sull'isola di Nosy Be.

## Conservazione
La IUCN Red List classifica Dypsis nossibensis come specie in pericolo critico di estinzione (Critically Endangered).